# Império de Bornu
O Império de Bornu foi um Estado da África que existiu em porções da Nigéria, Níger, Camarões e Chade de 1387, quando a corte sefaua de Canem se exila em Bornu, até 1893, quando o território foi conquistado por Rabi Azubair. Sua primeira capital foi Jaja, porém por estarem em constante conflito com a população local, os maís (reis) abandonaram-na e mudaram muito de capital até que, em 1472, estabeleceram-se permanentemente em Birni Gazargamo.